# Kuno Becker
Eduardo Kuno Becker Paz (Città del Messico, 14 gennaio 1978) è un attore messicano, noto per il ruolo di Santiago Muñez nella serie di film calcistici iniziata con Goal!.

## Biografia
Becker nasce a Città del Messico il 14 gennaio del 1978, figlio di Manuel Becker Cuéllar, di origine tedesca da parte di padre, e di María del Rocío Teddie Paz. La carriera artistica di Becker è iniziata giovanissimo non come attore ma come musicista, infatti alla sola età di sei anni voleva diventare un violinista professionista. Dopo gli studi volò in Europa per studiare in una famosa scuola di Salisburgo.
All'età di sedici anni mise da parte il violino per dedicarsi alla sua nuova passione, la recitazione. Dopo aver sostenuto un provino con oltre 3000 candidati, fu accettato al centro di educazione artistica fondato da Televisa. Dopo due anni di studi ottiene i primi ruoli in alcune telenovelas come Para Toda la Vida, Pueblo Chico e Infierno Grande, recitando al fianco di Verónica Castro.
Nel 1998 ottenne un ruolo nel film La primera noche e doppiò uno dei personaggi nella versione spagnola di Titan A.E.. Nel 2003 recita al fianco di Cecilia Roth in La hija del caníbal, sempre nello stesso anno lavora con Antonio Banderas ed Emma Thompson nel film Immagini.
Nel 2005 lavora nel film kazako Nomad - The Warrior, ma la vera popolarità arriva grazie al ruolo di Santiago Muñez nel film Goal!, dove interpreta un ragazzo di origine messicana che da Los Angeles arriva in Inghilterra per realizzare il suo sogno di diventare un calciatore professionista, giocando al Newcastle United. Lo stesso personaggio lo interpreta nei sequel Goal II - Vivere un sogno, del 2007, e Goal III: Taking on the World, del 2009.
Per il 2008 recita al fianco di Macaulay Culkin e Eliza Dushku in Sex & Breakfast e nel 2010 è il paziente protagonista in una puntata della settima stagione di Dr. House.
Nel 2012 ha preso parte ad alcuni episodi dell'ultima stagione di CSI Miami. Dal 2013 fa parte del cast della serie televisiva Dallas.

## Filmografia

### Cinema
- La primera noche, regia di Alejandro Gamboa (1998)
- Titan A.E., regia di Don Bluth, Gary Goldman e Art Vitello (2000) (voce versione spagnola)
- Immagini - Imaging Argentina (Imaging Argentina), regia di Christopher Hampton (2003)
- Nomad - The Warrior (Nomad), regia di Sergej Vladimirovič Bodrov e Ivan Passer (2005)
- Goal!, regia di Danny Cannon (2005)
- Goal II - Vivere un sogno, regia di Jaume Collet-Serra (2007)
- Sex & Breakfast, regia di Miles Brandman (2008)
- Spoken Word, regia di Víctor Núñez (2009)
- From Mexico With Love, regia di Jimmy Nickerson (2009)
- Goal III: Taking on the World, regia di Andy Morahan (2009)
- From Prada to Nada, regia di Angel Gracia (2011)
- The Last Death (La última muerte) regia di David Ruiz (2011)

### Televisione
- Dr. House - Medical Division (House, M.D.) - serie TV, episodio 7x08 (2010)
- The Defenders – serie TV, 5 episodi (2011)
- CSI: Miami – serie TV, 3 episodi (2011-2012)
- Dallas – serie TV, 18 episodi (2013-2014)
- Hasta el fin del mundo - telenovela (2014-2015)